# Élections législatives de 1898 dans le Pas-de-Calais
Les élections législatives de 1898 ont eu lieu les 8 et 22 mai 1898.

## Députés élus
|    | Circonscription | Député sortant |  | Groupe parlementaire | Député élu         |  | Groupe parlementaire       |
| -- | --------------- | -------------- |  | -------------------- | ------------------ |  | -------------------------- |
| 1  |                 |                |  |                      | Théodore Rose      |  | Union progressiste         |
| 2  |                 |                |  |                      | Henri Tailliandier |  | Républicains indépendants  |
| 3  |                 |                |  |                      | Émile Basly        |  | Union socialiste           |
| 4  |                 |                |  |                      | Arthur Lamendin    |  | Union socialiste           |
| 5  |                 |                |  |                      | Achille Fanien     |  | Républicains progressistes |
| 6  |                 |                |  |                      | Achille Adam       |  | Républicains indépendants  |
| 7  |                 |                |  |                      | Paul Dussaussoy    |  | Républicains indépendants  |
| 8  |                 |                |  |                      | Louis Boudenoot    |  | Républicains progressistes |
| 9  |                 |                |  |                      | Alexandre Ribot    |  | Républicains progressistes |
| 10 |                 |                |  |                      | Charles Jonnart    |  | Républicains progressistes |
| 11 |                 |                |  |                      | Georges Graux      |  | Gauche démocratique        |

## Résultats à l'échelle du département
| Partis         | Partis                     | Premier tour | Premier tour | Deuxième tour | Deuxième tour | Sièges |
| Partis         | Partis                     | Voix         | %            | Voix          | %             | Sièges |
| -------------- | -------------------------- | ------------ | ------------ | ------------- | ------------- | ------ |
|                | Républicains progressistes | 104 518      | 55,64        |               |               | 6      |
|                | Socialistes                | 22 471       | 11,96        | 1             |               |        |
|                | Parti ouvrier français     | 19 211       | 10,23        | 8 007         | 48,71         | 1      |
|                | Ralliés                    | 28 157       | 14,99        | 8 430         | 51,29         | 3      |
|                | Radicaux                   | 7 844        | 4,18         |               |               | 0      |
|                | Monarchistes               | 5 004        | 2,66         | 0             |               |        |
|                | Divers                     | 642          | 0,34         | 0             |               |        |
|                |                            |              |              |               |               |        |
| Inscrits       | Inscrits                   | 240 868      | 100,00       | 22 706        | 100,00        | 11     |
| Votants        | Votants                    | 194 856      | 80,90        | 16 755        | 73,79         |        |
| Abstentions    | Abstentions                | 46 012       | 19,10        | 5 951         | 26,21         |        |
| Blancs et nuls | Blancs et nuls             | 7 009        | 3,60         | 318           | 1,90          |        |
| Exprimés       | Exprimés                   | 187 847      | 96,40        | 16 437        | 98,10         |        |

## Résultats par arrondissement

### Arrondissement d'Arras

#### 1recirconscription
| Candidat       | Candidat       | Parti                    | Premier tour | Premier tour |
| Candidat       | Candidat       | Parti                    | Voix         | %            |
| -------------- | -------------- | ------------------------ | ------------ | ------------ |
|                | Théodore Rose  | Républicain progressiste | 13 323       | 69,22        |
|                | Goudemant      | Socialiste               | 5 924        | 30,78        |
|                |                |                          |              |              |
| Inscrits       | Inscrits       | Inscrits                 | 26 436       | 100,00       |
| Votants        | Votants        | Votants                  | 20 370       | 83,14        |
| Abstention     | Abstention     | Abstention               | 6 066        | 16,86        |
| Blancs et nuls | Blancs et nuls | Blancs et nuls           | 1 123        | 0,75         |
| Exprimés       | Exprimés       | Exprimés                 | 19 247       | 99,25        |

#### 2ecirconscription
| Candidat       | Candidat           | Parti                    | Premier tour | Premier tour |
| Candidat       | Candidat           | Parti                    | Voix         | %            |
| -------------- | ------------------ | ------------------------ | ------------ | ------------ |
|                | Henri Tailliandier | Rallié                   | 10 748       | 53,72        |
|                | Hary               | Républicain progressiste | 9 260        | 46,28        |
|                |                    |                          |              |              |
| Inscrits       | Inscrits           | Inscrits                 | 23 422       | 100,00       |
| Votants        | Votants            | Votants                  | 20 154       | 86,05        |
| Abstention     | Abstention         | Abstention               | 3 268        | 13,95        |
| Blancs et nuls | Blancs et nuls     | Blancs et nuls           | 146          | 0,72         |
| Exprimés       | Exprimés           | Exprimés                 | 20 008       | 99,28        |

### Arrondissement de Béthune

#### 1recirconscription
| Candidat       | Candidat       | Parti                    | Premier tour | Premier tour |
| Candidat       | Candidat       | Parti                    | Voix         | %            |
| -------------- | -------------- | ------------------------ | ------------ | ------------ |
|                | Émile Basly    | Socialiste               | 14 228       | 62,48        |
|                | Chelliez       | Républicain progressiste | 7 902        | 34,70        |
|                | Jacquart-Fava  | Divers                   | 642          | 2,82         |
|                |                |                          |              |              |
| Inscrits       | Inscrits       | Inscrits                 | 27 970       | 100,00       |
| Votants        | Votants        | Votants                  | 22 976       | 82,15        |
| Abstention     | Abstention     | Abstention               | 4 994        | 17,85        |
| Blancs et nuls | Blancs et nuls | Blancs et nuls           | 204          | 0,89         |
| Exprimés       | Exprimés       | Exprimés                 | 22 772       | 99,11        |

#### 2ecirconscription
| Candidat       | Candidat        | Parti                    | Premier tour | Premier tour |
| Candidat       | Candidat        | Parti                    | Voix         | %            |
| -------------- | --------------- | ------------------------ | ------------ | ------------ |
|                | Arthur Lamendin | POF                      | 11 940       | 55,87        |
|                | Alfred Legillon | Républicain progressiste | 9 430        | 44,13        |
|                |                 |                          |              |              |
| Inscrits       | Inscrits        | Inscrits                 | 25 898       | 100,00       |
| Votants        | Votants         | Votants                  | 21 723       | 83,88        |
| Abstention     | Abstention      | Abstention               | 4 175        | 16,12        |
| Blancs et nuls | Blancs et nuls  | Blancs et nuls           | 353          | 1,63         |
| Exprimés       | Exprimés        | Exprimés                 | 21 370       | 98,37        |

#### 3ecirconscription
| Candidat       | Candidat       | Parti                    | Premier tour | Premier tour |
| Candidat       | Candidat       | Parti                    | Voix         | %            |
| -------------- | -------------- | ------------------------ | ------------ | ------------ |
|                | Achille Fanien | Républicain progressiste | 11 011       | 82,39        |
|                | Merlin         | POF                      | 2 353        | 17,61        |
|                |                |                          |              |              |
| Inscrits       | Inscrits       | Inscrits                 | 16 716       | 100,00       |
| Votants        | Votants        | Votants                  | 13 684       | 81,86        |
| Abstention     | Abstention     | Abstention               | 3 032        | 18,14        |
| Blancs et nuls | Blancs et nuls | Blancs et nuls           | 320          | 2,34         |
| Exprimés       | Exprimés       | Exprimés                 | 13 364       | 97,66        |

### Arrondissement de Boulogne

#### 1recirconscription
| Candidat       | Candidat       | Parti          | Premier tour | Premier tour |
| Candidat       | Candidat       | Parti          | Voix         | %            |
| -------------- | -------------- | -------------- | ------------ | ------------ |
|                | Achille Adam   | Rallié         | 9 610        | 55,06        |
|                | Adam           | Radical        | 7 844        | 44,94        |
|                |                |                |              |              |
| Inscrits       | Inscrits       | Inscrits       | 23 331       | 100,00       |
| Votants        | Votants        | Votants        | 17 694       | 75,84        |
| Abstention     | Abstention     | Abstention     | 5 637        | 24,16        |
| Blancs et nuls | Blancs et nuls | Blancs et nuls | 240          | 1,36         |
| Exprimés       | Exprimés       | Exprimés       | 17 454       | 98,64        |

#### 2ecirconscription
| Candidat       | Candidat        | Parti                    | Premier tour | Premier tour | Deuxième tour | Deuxième tour |
| Candidat       | Candidat        | Parti                    | Voix         | %            | Voix          | %             |
| -------------- | --------------- | ------------------------ | ------------ | ------------ | ------------- | ------------- |
|                | Paul Dussaussoy | Rallié                   | 7 799        | 42,73        | 8 430         | 51,29         |
|                | Alfred Delcluze | POF                      | 4 918        | 26,94        | 8 007         | 48,71         |
|                | Villain         | Républicain progressiste | 3 217        | 17,62        |               |               |
|                | Letailleur      | Socialiste               | 2 319        | 12,70        |               |               |
|                |                 |                          |              |              |               |               |
| Inscrits       | Inscrits        | Inscrits                 | 22 702       | 100,00       | 22 706        | 100,00        |
| Votants        | Votants         | Votants                  | 18 387       | 80,99        | 16 755        | 73,79         |
| Abstention     | Abstention      | Abstention               | 4 315        | 19,01        | 5 951         | 26,21         |
| Blancs et nuls | Blancs et nuls  | Blancs et nuls           | 134          | 0,73         | 318           | 1,90          |
| Exprimés       | Exprimés        | Exprimés                 | 18 253       | 99,27        | 16 437        | 98,10         |

### Arrondissement de Montreuil
| Candidat       | Candidat        | Parti                    | Premier tour | Premier tour |
| Candidat       | Candidat        | Parti                    | Voix         | %            |
| -------------- | --------------- | ------------------------ | ------------ | ------------ |
|                | Louis Boudenoot | Républicain progressiste | 15 284       | 100,00       |
|                |                 |                          |              |              |
| Inscrits       | Inscrits        | Inscrits                 | 20 394       | 100,00       |
| Votants        | Votants         | Votants                  | 16 644       | 81,61        |
| Abstention     | Abstention      | Abstention               | 3 750        | 18,39        |
| Blancs et nuls | Blancs et nuls  | Blancs et nuls           | 1 360        | 8,17         |
| Exprimés       | Exprimés        | Exprimés                 | 15 284       | 91,83        |

### Arrondissement de Saint-Omer

#### 1recirconscription
| Candidat       | Candidat         | Parti                    | Premier tour | Premier tour |
| Candidat       | Candidat         | Parti                    | Voix         | %            |
| -------------- | ---------------- | ------------------------ | ------------ | ------------ |
|                | Alexandre Ribot  | Républicain progressiste | 6 535        | 56,63        |
|                | Lefabvre du Pray | Monarchiste              | 5 004        | 43,37        |
|                |                  |                          |              |              |
| Inscrits       | Inscrits         | Inscrits                 | 15 583       | 100,00       |
| Votants        | Votants          | Votants                  | 11 754       | 75,43        |
| Abstention     | Abstention       | Abstention               | 3 829        | 24,57        |
| Blancs et nuls | Blancs et nuls   | Blancs et nuls           | 215          | 1,83         |
| Exprimés       | Exprimés         | Exprimés                 | 11 539       | 98,17        |

#### 2ecirconscription
| Candidat       | Candidat        | Parti                    | Premier tour | Premier tour |
| Candidat       | Candidat        | Parti                    | Voix         | %            |
| -------------- | --------------- | ------------------------ | ------------ | ------------ |
|                | Charles Jonnart | Républicain progressiste | 12 528       | 100,00       |
|                |                 |                          |              |              |
| Inscrits       | Inscrits        | Inscrits                 | 16 801       | 100,00       |
| Votants        | Votants         | Votants                  | 13 324       | 79,30        |
| Abstention     | Abstention      | Abstention               | 3 477        | 20,70        |
| Blancs et nuls | Blancs et nuls  | Blancs et nuls           | 796          | 5,97         |
| Exprimés       | Exprimés        | Exprimés                 | 12 528       | 94,03        |

### Arrondissement de Saint-Pol
| Candidat       | Candidat       | Parti                    | Premier tour | Premier tour |
| Candidat       | Candidat       | Parti                    | Voix         | %            |
| -------------- | -------------- | ------------------------ | ------------ | ------------ |
|                | Georges Graux  | Républicain progressiste | 16 028       | 100,00       |
|                |                |                          |              |              |
| Inscrits       | Inscrits       | Inscrits                 | 21 615       | 100,00       |
| Votants        | Votants        | Votants                  | 18 146       | 83,95        |
| Abstention     | Abstention     | Abstention               | 3 469        | 16,05        |
| Blancs et nuls | Blancs et nuls | Blancs et nuls           | 2 118        | 11,67        |
| Exprimés       | Exprimés       | Exprimés                 | 16 028       | 88,33        |